# Do ***
Do ***, ros. К *** – wiersz autorstwa Aleksandra Puszkina poświęcony Annie Pietrownie Kern. Powstał w 1825 roku, po raz pierwszy wydany w czasopiśmie "Siewiernyje Cwiety" w 1827 roku.

## Treść
Podmiot liryczny wspomina cudowną chwilę, gdy spotkał adresatkę wiersza. Porównał ją z ulotnym widmem i pięknym geniuszem. Długo po tym wydarzeniu tęsknił, wspominał jej głos i rysy. Mijały lata i marzenia rozwiały się. Zapomniał zarówno głosu, jak i wyglądu adresatki. Podmiot opisuje kolejne etapy swego życia: niewolę, której towarzyszyła pustka, brak natchnienia, wiary i miłości; gdy znów przed nim pojawiła się ulotna ona, nastąpiło przebudzenie z apatii.

## Analiza
Konstrukcja wiersza opiera się na formie wspomnienia. W sześciu strofach zawarte zostały losy podmiotu od pierwszego spotkania z adresatką do drugiego. Treść utworu bazuje na kontrastach: czas przeszły – czas teraźniejszy, ulotność piękna – stałość dnia powszedniego, natchnienie – przygnębienie.

## Interpretacja
Wiersz Do *** wywołuje spory odnośnie do interpretacji. Część badaczy uważa, że jest to utwór autobiograficzny i odzwierciedla wydarzenia z życia Puszkina. Część dopatruje się w nim szerszego kontekstu. W zależności od tego, w jaki sposób wiersz jest interpretowany, przypisuje się mu cechy miłosnego madrygału lub psychologicznej refleksji.
Za impuls do napisania dzieła posłużyło ponowne spotkanie Puszkina z Kern w 1825 roku – po sześcioletniej rozłące. Utwór jednak nie oddaje wiernie relacji między poetą a przyjaciółką, a określenie piękno bóstwa doskonałe (tł. Seweryna Pollaka), czystego piękna lotny duch (tł. Wiktora Woroszylskiego), najczystszej geniusz piękności (tł. Jakuba Dołęgi-Jurkiewicza), гений чистой красоты (oryg.) opisuje wyidealizowaną Kern.
Wiersz zaprzecza ogólnemu mniemaniu, że spotkanie z obiektem miłości może wyrwać z przygnębienia. Aby poznać i odczuć miłość, trzeba najpierw otrząsnąć się z odrętwienia duchowego.

## Przekłady na język polski
W 1938 roku Związek Zawodowy Literatów Polskich ogłosił konkurs na przekład wiersza Do ***. Ponieważ utwór cieszył się niezwykłym powodzeniem, do komisji konkursowej nadesłano 220 tłumaczeń. Wcześniej wiersz był wielokrotnie przekładany na polski, między innymi przez Jakuba Dołęgę-Jurkiewicza. Tłumaczeń współczesnych dokonali Seweryn Pollak i Wiktor Woroszylski.